# Площа Свободи (Хмельницький)
Площа Свободи — міська площа у Хмельницькому. Розташована неподалік від перетину вулиці Свободи та проспекту Миру в мікрорайоні Виставка.

## Історія
Площа утворена одразу після того, як у 1976 році на цьому місці відкрито кінотеатр «Сілістра», названий на честь болгарського міста-побратима Сілістра. Згодом біля нього побудували гастроном, комплекс ресторанів та кафе, а саму площу прикрасила композиція з металевих фігур заслуженого художника України Миколи Мазура.
У 1983 році майдан отримав назву площа Героїв Сталінграду, проте вона так й не прижилася і на початку 1990-х років не вживається.
У 2000 році в приміщенні колишнього кінотеатру «Сілістра» створений культурно-оздоровчий комплекс «СВ».
Навесні 2017 року Хмельницька міська рада перейменувала на площу Свободи.

### Реконструкція площі Свободи
Від осені 2017 року до кінця літа 2018 року тривала реконструкція площі в мікрорайоні Виставка.
15 серпня 2018 року відбулося відкриття оновленої площі Свободи. В центрі відпочинкової зони з'явився «Фонтан закоханих», а також була облаштована територія навколо нього.